# 글리제 349
글리제 349(Gliese 349)는 분광형 K3Ve의 오렌지색 왜성으로, 바다뱀자리에 있다. 이 별의 시선 속도는 초당 27.6킬로미터이며, 지구에서 36.8광년 떨어진 곳에 있다. 글리제 349의 적경은 9시 7분 9초이며, 적위는 +5도 52분이다. 헨리 드레이퍼 목록에 의하면 HD 82106으로 읽으며, 다른 명칭으로 LHS 2147이 있다.

## 같이 보기
- 가까운 밝은 별
- 헨리 드레이퍼 목록